# Marco Pisano
Marco Pisano (ur. 13 sierpnia 1981 w Rzymie) – włoski piłkarz występujący na pozycji lewego obrońcy.

## Kariera klubowa
Marco Pisano jest wychowankiem rzymskiego S.S. Lazio. W jego barwach zadebiutował 30 listopada 1999 w zremisowanym 1:1 meczu Pucharu Włoch z Ravenną. Następnie trafił do Brescii, z której w 2000 na zasadzie wypożyczenia dołączył do zespołu Serie C1 – Ascoli. W następnym sezonie został wypożyczony do grającego w Serie C2 Taranto, dla którego rozegrał 26 spotkań. Latem 2002 Pisano powrócił do Brescii i zadebiutował w rozgrywkach Serie A. W Brescii grał do 2004, jednak przez cały okres pobytu w tym klubie rolę rezerwowego.
Następnie trafił do Sampdorii, w której zagrał w 61 ligowych meczach. Jego dobrą grę zauważyli działacze US Palermo, który zdecydowali się w 2006 zatrudnić Pisano. W pierwszym sezonie występów dla drużyny „Aquile” Pisano wystąpił w 33 spotkaniach. W kolejnym sezonie zagrał w 6 meczach.
W 2008 został wypożyczony do Torino FC. 25 czerwca działacze Torino za 1,8 miliona euro wykupili Pisano na stałe. 27 stycznia 2010 został wypożyczony do Bari. W odwrotnym kierunku powędrował Filippo Antonelli. 2 sierpnia Pisano przeszedł do Parmy. W 2011 roku został zawodnikiem Vicenzy. Następnie grał w Venezii, gdzie w 2014 roku zakończył karierę.
W Serie A rozegrał 169 spotkań.

## Kariera reprezentacyjna
Pisano ma za sobą występy w młodzieżowej reprezentacjach Włoch do lat 21. W 2003 rozegrał dla niej 5 spotkań.